# Win Smith
Pour les articles homonymes, voir Smith.
Win Smith (1888-1941) était un dessinateur et illustrateur américain de bandes dessinées publiées dans la presse.

## Biographie
Il débute dans les années 1920 dans un journal de Phoenix dans l'Arizona. En 1930, il réalise l'encrage du premier comic strip Mickey Mouse. L'histoire était basée sur un scénario de Walt Disney et on retrouve Ub Iwerks au dessin ; Smith débute de façon similaire à Plane Crazy (1929).
Durant la période de février à mai 1930, il réalise seul le dessin et l'encrage en raison des envies de départ d'Ub Iwerks. Win Smith semble avoir proposé de prendre en charge à lui seul les deux tâches mais Walt Disney décide de nommer Floyd Gottfredson au poste de dessinateur, temporaire puis officiel, tâche qu'il continua à faire jusqu'en 1975.
En 1934, Smith réalise des dessins d'arts pour la version journal du personnage d'Harman-Ising, Bosko. Peu après il illustre, pour la Western Publishing, les premiers comics de Bugs Bunny dans les Looney Tunes et les Merrie Melodies.
En 1938, il travaille comme scénariste pour Oswald le lapin chanceux, personnage créé par Disney et Iwerks mais devenu la propriété de Walter Lantz.
Ensuite, il décide de devenir professeur de dessin au collège, travail qu'il effectue jusqu'à sa mort en 1944.